# 검은 무늬의 마후라
"검은 무늬의 마후라"는 1966년 공개된 대한민국의 영화이다.

## 배역
- 김지미
- 신성일
- 문정숙
- 트위스트 김